# Werelderfgoed in Senegal
Tot het UNESCO werelderfgoed in Senegal behoren zeven werelderfgoederen. De eerste werd in 1978 ingeschreven.

## Werelderfgoederen

### Actuele Werelderfgoederen
Deze lijst toont de werelderfgoederen in Senegal in chronologische volgorde (C – Cultuurerfgoed; N – Natuurerfgoed).
| Naam                                                                 | Jaar | Soort | Beschrijving | Afbeelding |
| -------------------------------------------------------------------- | ---- | ----- | ------------ | ---------- |
| Eiland Gorée                                                         | 1978 | C     |              |            |
| Nationaal vogelreservaat Djoudj                                      | 1981 | N     |              |            |
| Nationaal park Niokolo Koba                                          | 1981 | N     |              |            |
| Eiland Saint Louis (uitgebreid in 2007)                              | 2000 | C     |              |            |
| Steencirkels van Senegambia (gedeeltelijk in Gambia)                 | 2006 | C     |              |            |
| Saloumdelta                                                          | 2011 | C     |              |            |
| Bassariland: cultuurlandschappen van de Bassari, de Fula en de Bedik | 2012 | C     |              |            |

### Als Werelderfgoed genomineerde objecten
Op de voorlopige lijst van de UNESCO worden objecten ingeschreven die naar het inzicht van de betreffende regering potentieel voor de erkenning als werelderfgoed in aanmerking komen. Dit zegt niets over een eventuele daadwerkelijke succesvolle inschrijving op de lijst. Tegenwoordig (2020) zijn op de voorlopige lijst acht objecten uit Senegal ingeschreven.
| Naam                                                                                            | Jaar | Soort | Beschrijving | Afbeelding |
| ----------------------------------------------------------------------------------------------- | ---- | ----- | ------------ | ---------- |
| L’Aéropostale                                                                                   | 2005 | C     |              |            |
| Eiland Carabane                                                                                 | 2005 | C     |              |            |
| Landelijke architectuur van Basse-Casamance: de impluvium-huizen van het koninkrijk van Bandial | 2005 | C     |              |            |
| Îles de la Madeleine                                                                            | 2005 | C/N   |              |            |
| Tussenstations van de rivier de Sénégal                                                         | 2005 | C     |              |            |
| Grafheuvels van Cekeen                                                                          | 2005 | C     |              |            |
| Het Roze Meer                                                                                   | 2005 | C/N   |              |            |
| Oud Rufisque                                                                                    | 2005 | C     |              |            |